# ガラタ橋

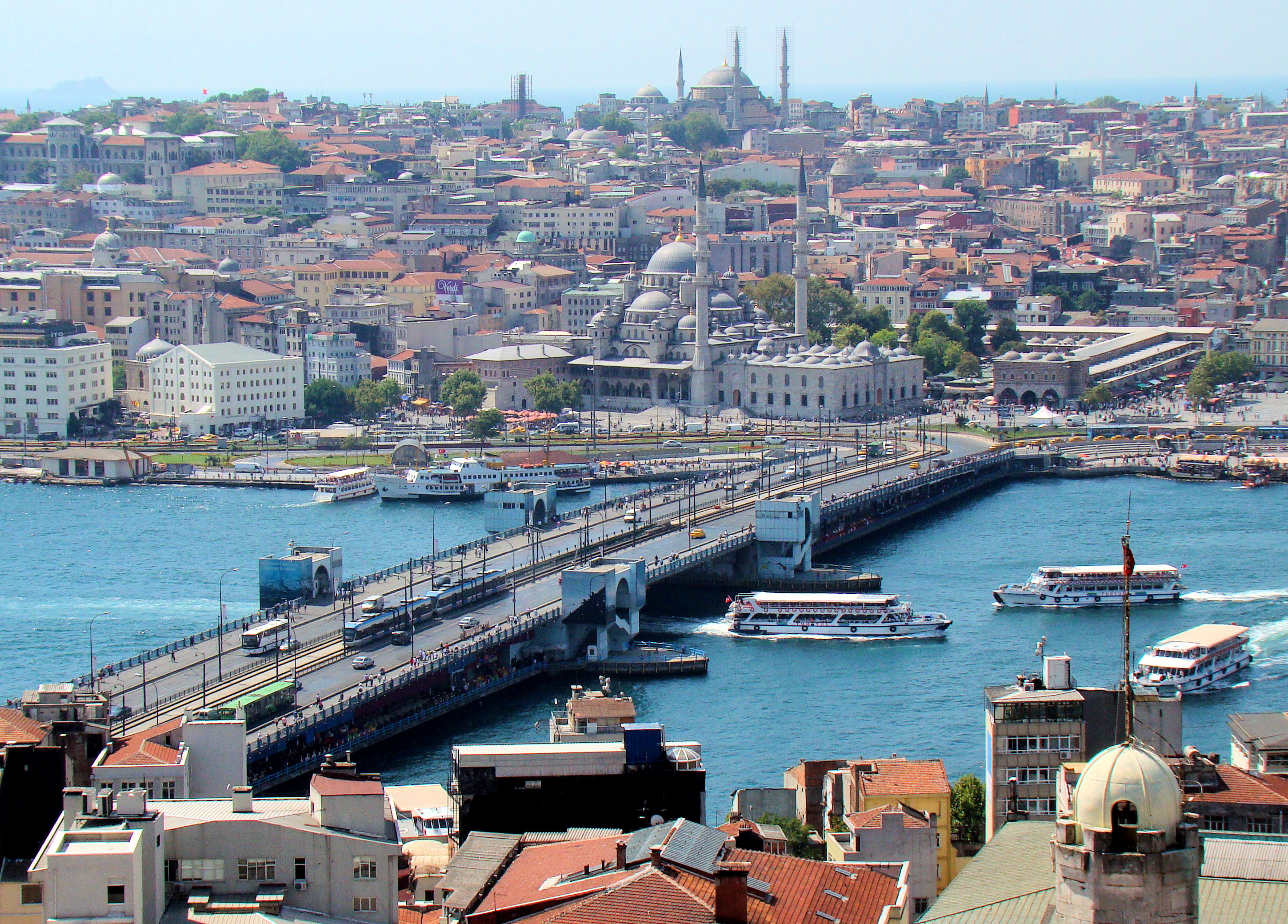
ガラタ橋

ガラタ橋（ガラタばし、トルコ語: Galata Köprüsü）は、トルコのイスタンブールの金角湾に架かる可動橋(跳ね橋)である。初代の橋は1845年に開通した。1992年には火災で焼失している。現在の橋は1994年12月に開通した5代目である。
長さ490m、主橋脚間80m、幅42mで片側3車線と歩道を備え、市街電車も通る。船が通行する中央部以外は上下二層になっており、上層が車道、下層がレストラン街となっている。

## 関連項目

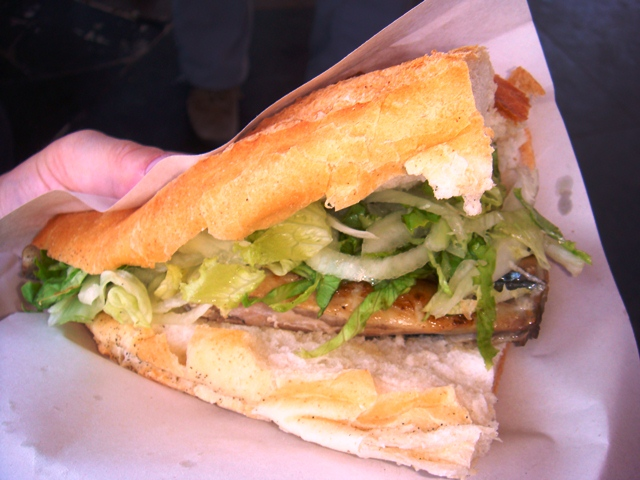
バルク・エキメキ

## 登場する作品
- DRIV3R（ドライバー3）